# Ban di Benoic
Nelle leggende del ciclo bretone su Artù e i suoi cavalieri, Ban è sovrano del regno di Benwick o Benoic, padre di Lancillotto e di sir Hector de Maris, fratello di re Bors il Vecchio e uno dei primi alleati di Artù. Sua moglie Elaine era sorella della moglie di Bors, Evaine. Sebbene sposato con Elaine, durante un viaggio in Britannia ebbe un rapporto con la Lady de Maris, che rimase incinta di Hector, che era dunque fratellastro di Lancillotto. Ban e Bors furono uccisi dal sovrano franco Claudas di Bourges. Lancillotto fu allora ospitato dalla Dama del Lago, che poi accoglierà anche Lionel e Bors il Giovane, figli di Bors il Vecchio. Artù sconfisse poi Claudas e riprese le terre tolte ai suoi alleati.

## Nella cultura di massa
In The Seven Deadly Sins - Nanatsu no taizai il personaggio di Ban è ispirato a Ban di Benoic: difatti nel manga e nell'anime è innamorato di una fata di nome Elaine e sul finire della storia avranno un figlio a cui metteranno nome Lancillotto.